# Mariya Karakasheva
Mariya Karakasheva est une joueuse bulgare de volley-ball née le 27 octobre 1988. Elle mesure 1,82 m et joue au poste de réceptionneuse-attaquante. 

## Clubs
| Club                | De        | À         |
| ------------------- | --------- | --------- |
| CSKA Sofia          | 2006-2007 | 2010-2011 |
| Zaretchie Odintsovo | 2011-2012 | 2011-2012 |
| CSM Bucureşti       | 2012-2013 | 2012-2013 |
| CS Dinamo Bucureşti | 2013-2014 | 2013-2014 |
| CSM Bucureşti       | 2015-2016 | 2015-2016 |
| Volley Soverato     | 2016-2017 | 2016-2017 |
| MKS Muszyna         | 2017-2018 | 2017-2018 |
| CS Volei Alba-Blaj  | 2018-2019 | 2018-2019 |
| CS Dinamo Bucureşti | 2019-2020 | …         |

## Palmarès

### Équipe nationale
- Ligue européenne
  - Vainqueur : 2018.
  - Finaliste : 2010, 2012.

### Clubs
- Coupe de la CEV
  - Finaliste: 2019.
- Challenge Cup
  - Vainqueur : 2016.
- Championnat de Bulgarie
  - Vainqueur : 2007, 2008, 2010, 2011.
- Coupe de Bulgarie
  - Vainqueur : 2008, 2010, 2011.
- Championnat de Roumanie
  - Vainqueur : 2019.
  - Finaliste : 2014, 2020.
- Coupe de Roumanie
  - Vainqueur : 2019.
  - Finaliste : 2014, 2016.

### Distinctions individuelles
- Ligue européenne 2013 : Meilleure réceptionneuse[3].
- Ligue d'or européenne 2018 : Meilleure joueuse[4]